# Pohansko (hradiště)
Pohansko u Břeclavi je rozsáhlé velkomoravské hradiště (celková rozloha až 55 ha) z 9. století vybudované na výspě mezi rameny řeky Dyje (v té době protékala východněji než je dnešní řečiště). Areál hradiště je chráněn jako kulturní památka ČR.

## Popis

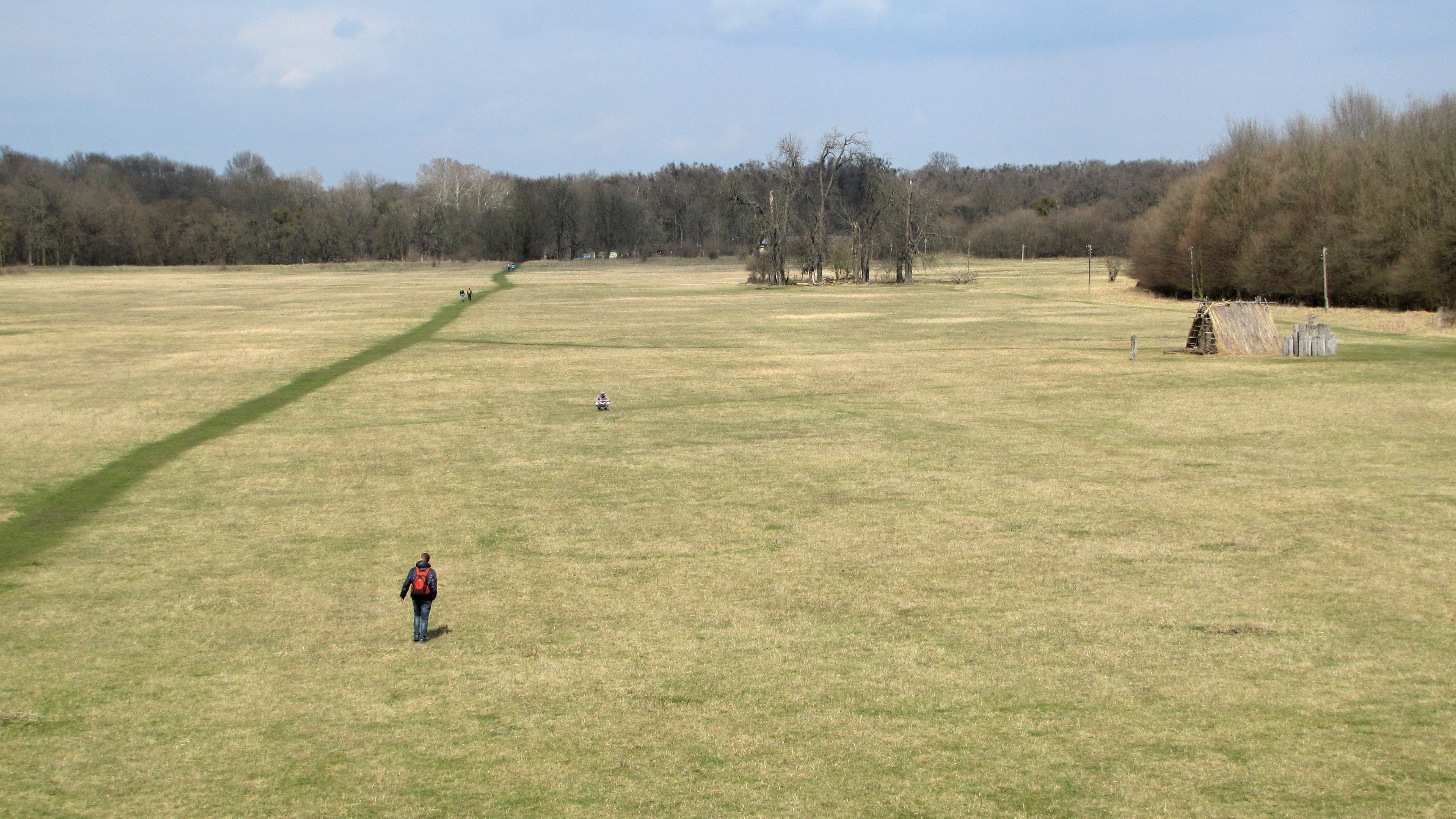
Území bývalého hradiště

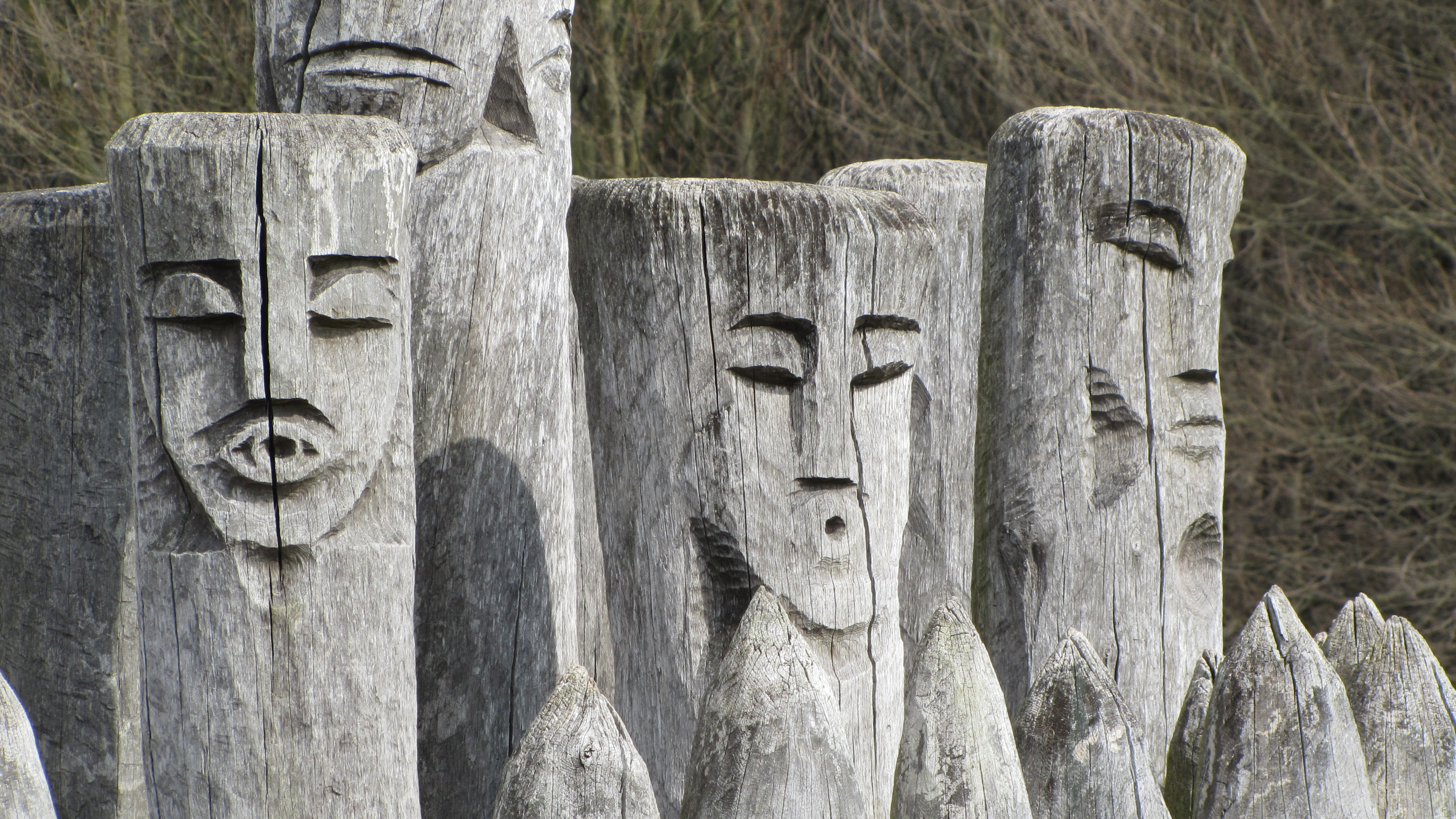
Rekonstrukce pohanské svatyně

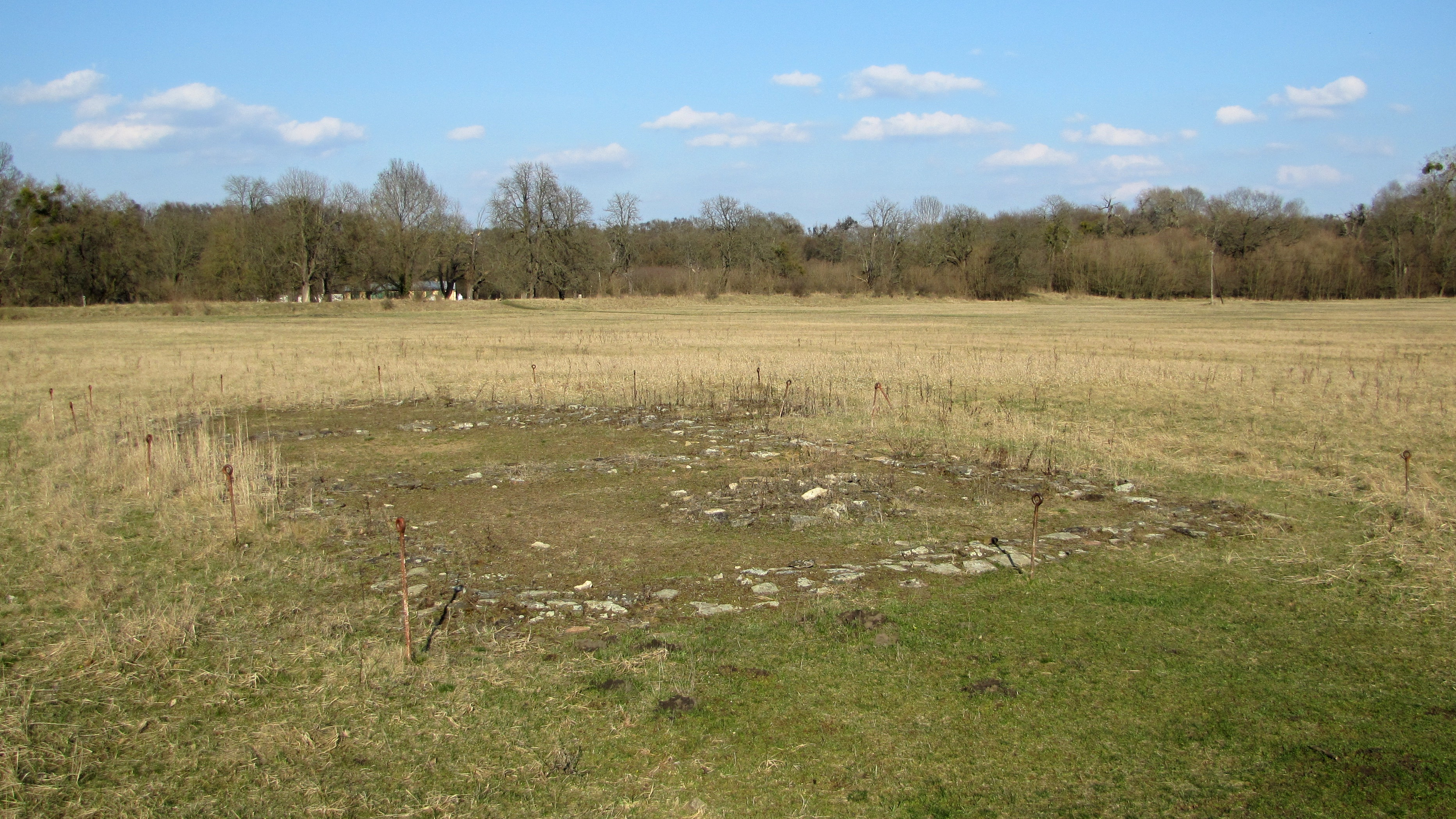
Základy velkomoravského kostela

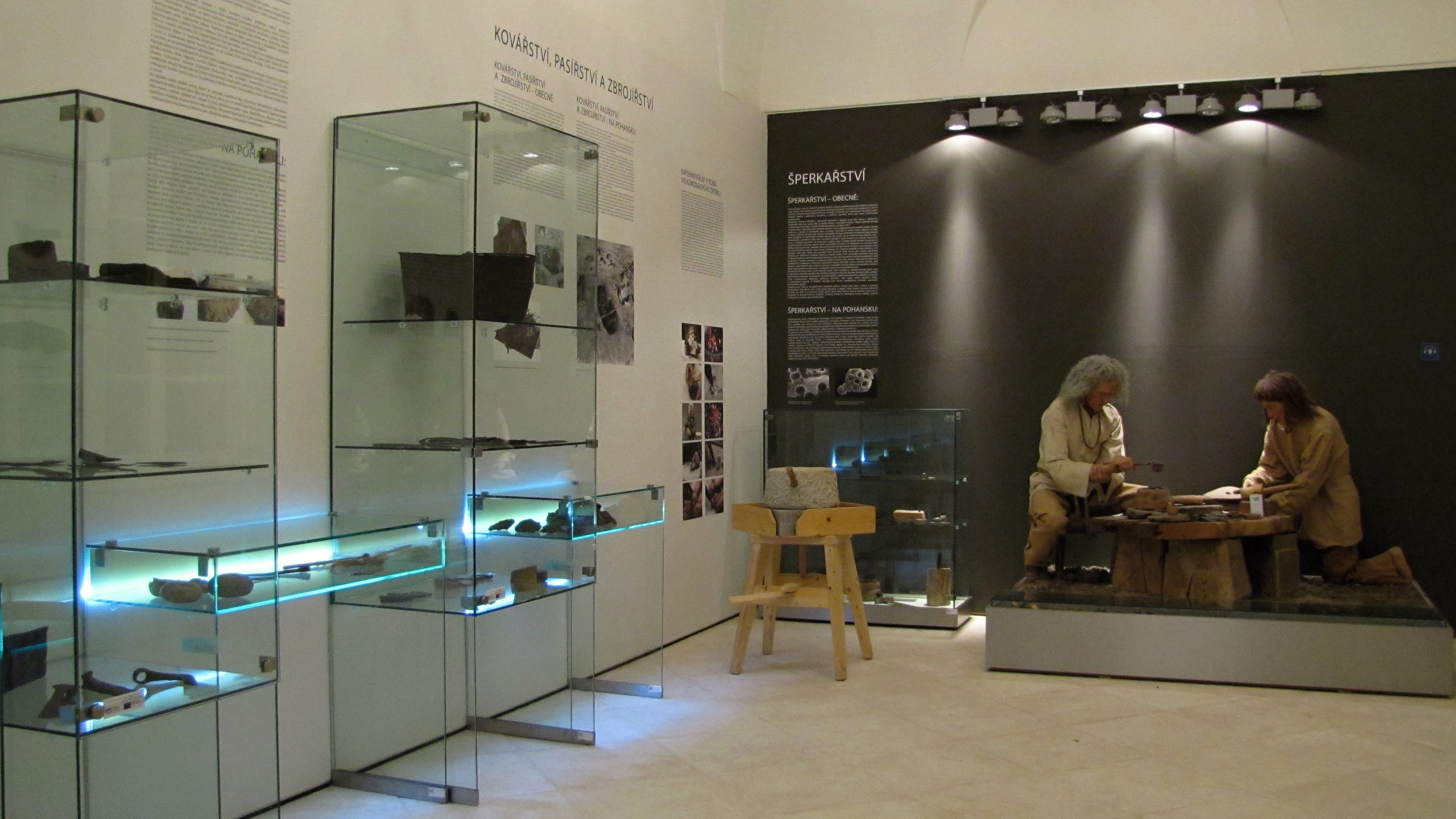
Expozice Velkomoravské Pohansko v zámečku. Rekonstrukce výroby gombíků

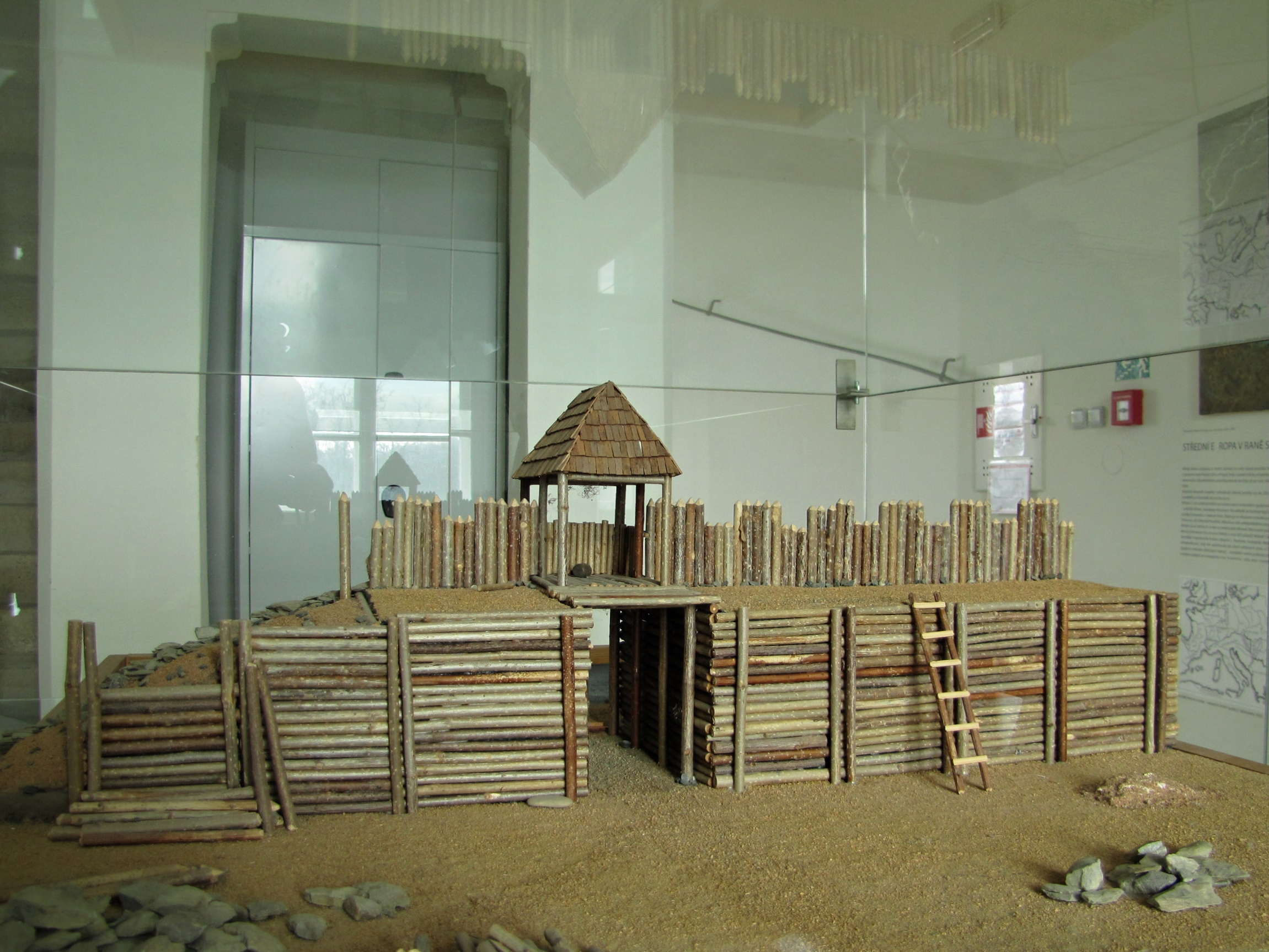

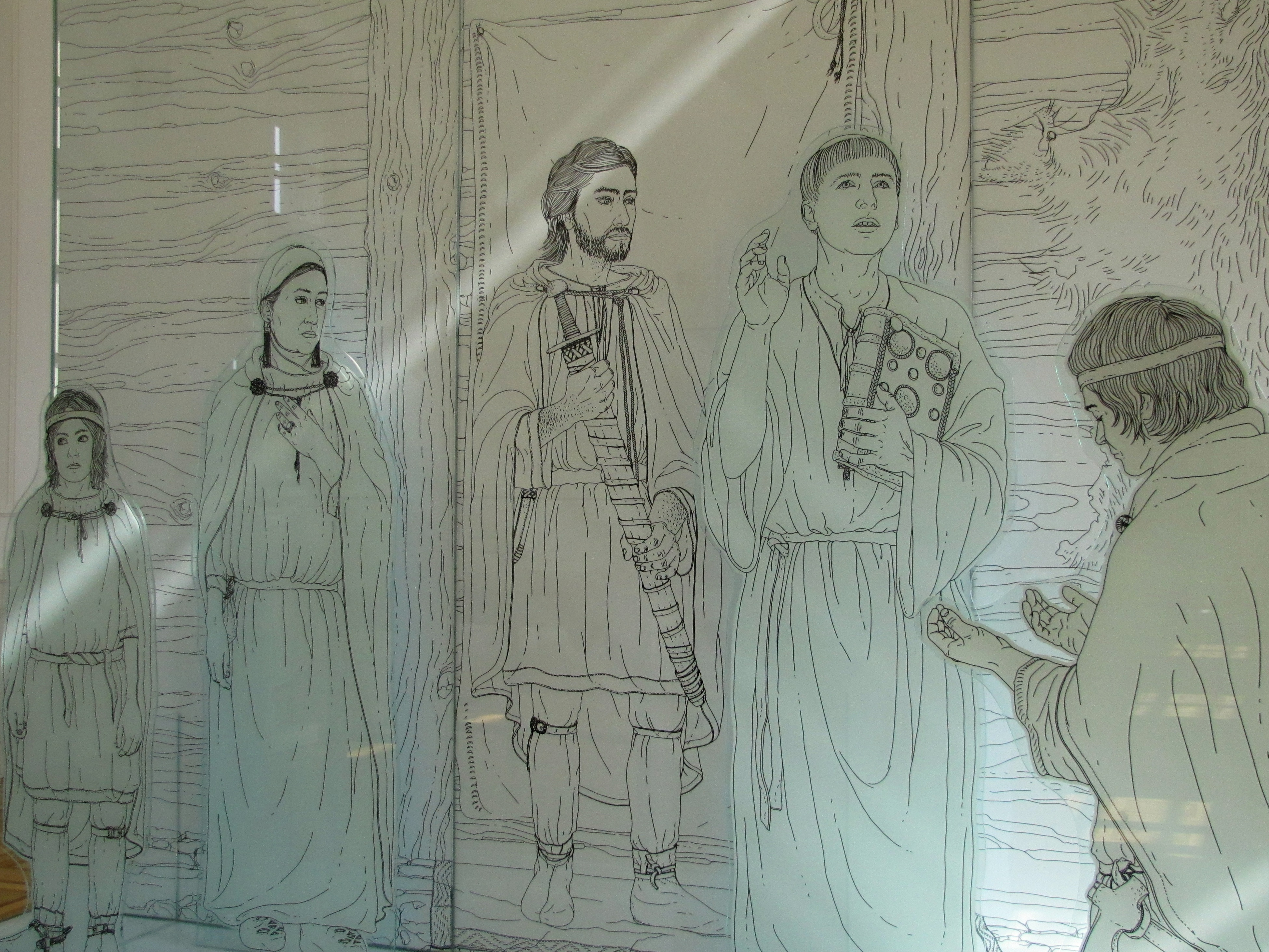

Název rozsáhlého nížinného hradiska Pohansko pochází pravděpodobně až z novověku. Některými badateli (např. Inocenc Ladislav Červinka aj.) bývá nazývané Loventingrad, což je odvozeno od starého jména Břeclavi z německé listiny z 11. století Laventenburch. Plocha hradiska s velmožským dvorcem, vlastnickým kostelem, pohřebištěm, rotundou, domy na kamenných a maltových podezdívkách, velkými nadzemními budovami s kamennými krby a hospodářskými staveními, zahloubenými zemnicemi je obehnána dodnes patrným mohutným valem. Hradisko bylo opevněné skořepinovou hradbou s čelní kamennou plentou a soustavou ramen řeky Dyje. Do velkomoravského období se řadí i intenzívně osídlené předhradí s obydlími, dílnami a pohřebištěm za jihozápadním valem vlastního hradiska.
Byly nalezeny typické velkomoravské šperky (gombíky, prsten, náušnice, emailem zdobené nákončí opasku). K dalším zajímavým nálezům patří skleněné hladítko, plechové kotle, urna z žárového pohřebiště z 8. století, pohanský kultovní objekt z 10. století. Našly se též doklady o celé řadě řemeslných odvětví – hrnčířství, železářství a kovářství, řemenářství.
Ve výzkumech započatých v roce 1959 Františkem Kalouskem pokračoval Bořivoj Dostál.
Zdá se, že opevnění na Pohansku prošlo obdobným vývojem jako u Mikulčic s tím rozdílem, že šlo o obnovu, nikoliv přestavbu valu. Profil směrem nahoru se rozšiřující vnější na sucho kladené kamenné zdi svádí k domněnce, že někdy v polovině 9. století zeď byla přistavěna ke zhroucenému valu, který už přestal mít potřebnou obrannou hodnotu. Možná proto majitel velmožského dvorce vybudoval uvnitř hradiště silnou palisádu, kterou po založení kostela dokonce obnovoval.
Hradiště je trojdílné: centrum, jižní a severní předhradí. Centrální část (o rozloze 27 ha) byla obehnána dřevěno-hliněnou hradbou s čelní kamennou zdí o délce 1 950 metrů. V severozápadní části centrální části byl archeologickým průzkumem odkryt palisádou ohrazený velmožský dvorec o rozměrech 96 × 86 metrů s celokamenným kostelem, v jehož nejbližším okolí bylo odkryto pohřebiště se zhruba 400 hroby často s bohatou výbavou. Zbylá plocha centrální části byla v 9. století zastavěná menšími dvory (maximálně 40 × 40 metrů) se stopami řemeslnické činnosti (kovářství, tkalcovství atd.).
U dvorů a mezi nimi byly odkryty další, většinou chudě vybavené hroby. Jižní předhradí o celkové rozloze nejméně 25 ha bylo osídleno polovojenskou družinou. Severní předhradí o rozloze cca 3 ha bylo také osídleno. Obě dvě předhradí byla ohrazena buď palisádou nebo využívala přirozeného převýšení doplněného o palisádu. Předpokládá se, že Pohansko bylo v 9. století sídlem příslušníka vládnoucího rodu Mojmírovců a jeho družiny. Od roku 1959 zde probíhají archeologické výzkumy Ústavu archeologie a muzeologie FF Masarykovy univerzity z Brna.
Archeologové objevili v roce 2008 na hradišti Pohansko u Břeclavi pozůstatky dalšího kostela a pohřebiště z dob Velké Moravy. Jde o druhý kostel v této oblasti o celkové rozloze 65 hektarů, neboť až dosud se předpokládalo, že měla kostel pouze jeden.
Na jižním okraji hradiště je empírový lovecký zámeček z let 1810–1812 vybudovaný podle návrhu Josefa Hardmutha, v němž byla po rozsáhlé rekonstrukci v roce 1998 otevřena archeologická expozice. V blízkosti zámečku byla v roce 2003 pod vedením Petra Dvořáka rekonstruována velkomoravská polozemnice, kultovní objekt a studna. V blízkosti areálu se nachází množství lehkých opevnění z let 1936–1938. Některá z nich jsou zrekonstruována a přístupna pro veřejnost s odborným výkladem.
Pohansko je součástí Kristkovy podyjské glyptotéky, nachází se zde 9. zastavení této trojstátní trasy poutních míst.